# Noni Madueke
Chukwunonso Tristan "Noni" Madueke, född 10 mars 2002, är en professionell engelsk fotbollsspelare. Han spelar som ytter och attackerande mittfältare i Londonklubben Arsenal.

## Uppväxt
Madueke föddes i Barnet i England. Senare flyttade han till den lilla byn Wintelre med sin mamma efter att ha blivit kontrakterad av PSV.

## Klubbkarriär

### Tidig karriär
Madueke anslöt sig till Crystal Palace vid nio års ålder och tillbringade tre år i klubben. Han anslöt sig därefter till Tottenham Hotspur. Han var kapten för deras under-16-lag och gjorde sin under-18-debut som 15-åring.

### PSV
Noni Madueke flyttade till den nederländska klubben PSV i juni 2018. Han skrev på ett treårigt kontrakt, efter att ha tackat nej till ett erbjudande från  Manchester United.
Den 26 augusti 2019 gjorde Madueke sin seniordebut i Eerste Divisie för Jong PSV, efter att ha blivit inbytt i den 64:e minuten i en 1–0-förlust mot MVV Maastricht.
Madueke debuterade för PSV:s A-lag den 19 januari 2020, i en match som slutade 1-1 mot VVV-Venlo. Därefter blev Madueke del av ordinarie PSV:s laguppställning under säsongen 2020–2021, då han gjorde mål på sin första start för klubben i en 2–1-vinst mot Emmen den 19 september 2020. Madueke avslutade säsongen med sju mål i Eredivise. Detta beskrevs senare som genombrott, med nio mål och åtta assist sammanräknat i alla tävlingar.
Den 7 augusti 2021 gjorde Madueke två mål i en vinst med 4–0 i Johan Cruyff Shield mot Ajax, vilket i sin tur hjälpte till att avsluta Ajax rad av 17 obesegrade matcher.
Den 26 augusti 2021 skrev Madueke på ett nytt kontrakt med PSV, vilket behöll honom i klubben till 2025. Han fick också tröja nummer 10.

### Chelsea
Den 20 januari 2023 tillkännagav Premier League-klubben Chelsea att de tecknat kontrakt med Madueke på sju och ett halvt år, för en beräknad övergångssumma på 28,5 miljoner pund (33 miljoner euro). Han gjorde sitt första mål för klubben den 2 maj 2023, i en ligaförlust med 3–1 borta mot Arsenal.
Den 5 juli 2025 rapporterades det att Madueke hade kommit överens om personliga villkor med Arsenal, även om de två klubbarna ännu inte hade kommit överens om en övergångssumma. Den 9 juli bekräftades det att Arsenal hade gjort en formell kontakt med Chelsea, med en principöverenskommelse om en övergång på 50 miljoner pund som skulle ingås nästa dag. Den potentiella övergången kritiserades av vissa Arsenal-fans, som startade en "#NoToMadueke"-kampanj.
Madueke hann göra 20 mål och nio assist på 92 tävlingsmatcher i Chelsea. Ingen spelare i Premier League hade bättre statistik kring bollförande aktioner som leder till avslut. Madueke snittade 3,5 skott per match och kan spela på fler än en position. 

### Arsenal
Den 18 juli 2025 blev det officiellt att Madueke skrivit på ett långtidskontrakt med Arsenal.
Madueke var med och spelade Världsmästerskapet för klubblag 2025 med Chelsea, fick därmed längre semester och missade försäsongsturnén i Asien för Arsenal.

## Landslagskarriär
Madueke har representerat England på ungdomsnivå, gjort två poäng i en kvalmatch mot Danmark under 17 och var lagmedlem vid UEFA European Under-17 Championship 2019.
Madueke gjorde sin U18-debut som avbytare i den 70:e minuten, under 3–2-segern mot Australien på De Montfort Park den 6 september 2019. Han började sitt målgörande för U18 under en 2–0-seger mot Sydkorea på North Street den 10 september 2019.
Den 10 september 2024 debuterade Madueke i Englands A-landslag med ett inhopp mot Finland i Uefa Nations League.